# Crisólita
Crisólita là một đô thị thuộc bang Minas Gerais, Brasil. Đô thị này có diện tích 969,804 km², dân số năm 2007 là 5659 người, mật độ 5,6 người/km².